# Джатва (река)
Джатва — правый приток Большой Пёры в Шимановском районе. Длина — 57 км. Площадь бассейна — 901 км². Начинается в Камышовских озёрах, впадает в Большую Пёру около города Циолковский.
Название с эвенк.: «дява» — «вещь». Видимо, на берегах этой реки во время кочёвок эвенки оставляли какие-то ненужные в пути вещи.
Течение довольно быстрое — до 2,5 м/с, глубина до 1,2 — 2,0 м.
Притоки: ручьи Источный, Рождественский, Синий (все — правые), Буровский Ключ (левый), Холодный Ключ (правый).